# ヴィンス・ヴォーター
ヴィンス・ヴォーター（Vince Vawter；本名：ヴィラス・ヴィンセント・ヴォーター3世〈Vilas Vincent Vawter III〉）は、アメリカ合衆国の小説家。

## 経歴
テネシー州メンフィス出身。新聞業界で40年のキャリアを持ち、退職後、吃音者としての自らの経験をもとに発表した半自伝的小説である『ペーパーボーイ』は2014年度のニューベリー賞オナーブックとなった。

## 作品

### 小説
- Paperboy（2013年）
邦訳『ペーパーボーイ』原田勝訳、岩波書店、2016年